# Bảy con quạ
"Bảy con quạ" (tiếng Đức: Die sieben Raben) là một tác phẩm đồng thoại do anh em Grimm xuất bản năm 1812.

## Lịch sử
Vào năm 1812, trong hợp tuyển Truyện cho thiếu nhi và gia đình (Kinder- und Hausmärchen) mà anh em Grimm công bố tại Đức, đoản thiên Ba con quạ (Die drei Raben) được đánh số hiệu ATU 451. Năm 1819, trong quá trình hiệu đính để tái bản, tác gia Jakob Grimm đã sửa thành Bảy con quạ (Die sieben Raben), đánh số hiệu KHM 25, tới nay được coi là văn bản chính thức trong lớp Truyện cổ Grimm. Năm 1845, tác gia Ludwig Bechstein đã đưa truyện này vào trứ tác Dân thoại Đức của ông, đánh số hiệu lần lượt là 1845 Nr. 25 và 1853 Nr. 24.

## Nội dung
Nhà kia sinh được bảy con trai. Người cha mong mãi mới thêm mụn gái nhưng gầy yếu quá, phải chịu phép rửa tội. Cha sai một đứa ra suối múc nước rửa tội. Bảy đứa tranh đi, nhưng ra suối vì mải nghịch nên trôi mất thùng. Người cha đợi mãi không thấy con về, bèn rủa cho cả lũ hóa thành quạ, bỗng nghe tiếng quạ vỗ cánh tưng bừng.
Đứa con gái càng lớn càng xinh xắn rạng ngời, nhưng vì nghe thiên hạ dị nghị, bèn xin cha mẹ cho đi tìm anh. Cô bé đi mãi tới tận nơi cùng trời, mà tại không ưa nổi mặt trăng mặt trời nên tìm đến nhờ cậy các vì tinh tú. Tinh tú đưa cho cô bé cái chân gà rồi chỉ lối tới núi thủy tinh, nhưng cô lại nhỡ đánh rớt món quà khác thường.
Trên núi thủy tinh có tòa lâu đài rất tráng lệ, cô bé phải cắt ngón út đút vào ổ khóa thì mới vào trong sảnh được. Trong lâu đài bỗng có lão tí hon bước ra, bèn soạn bữa tối cho "các ông quạ" và mời cô bé nán lại chờ họ về. Cô bé liền dùng một phần thức ăn nước uống ở đĩa và tách, lại thả chiếc nhẫn cha mẹ cho vào chiếc tách thứ bảy. Sẩm tối, đàn quạ về theo lối cửa sổ, họ nhận ra em út qua chiếc nhẫn, bỗng hóa thành người và cùng nhau về quê.
|  |  |  |  |  |  |

## Thi pháp

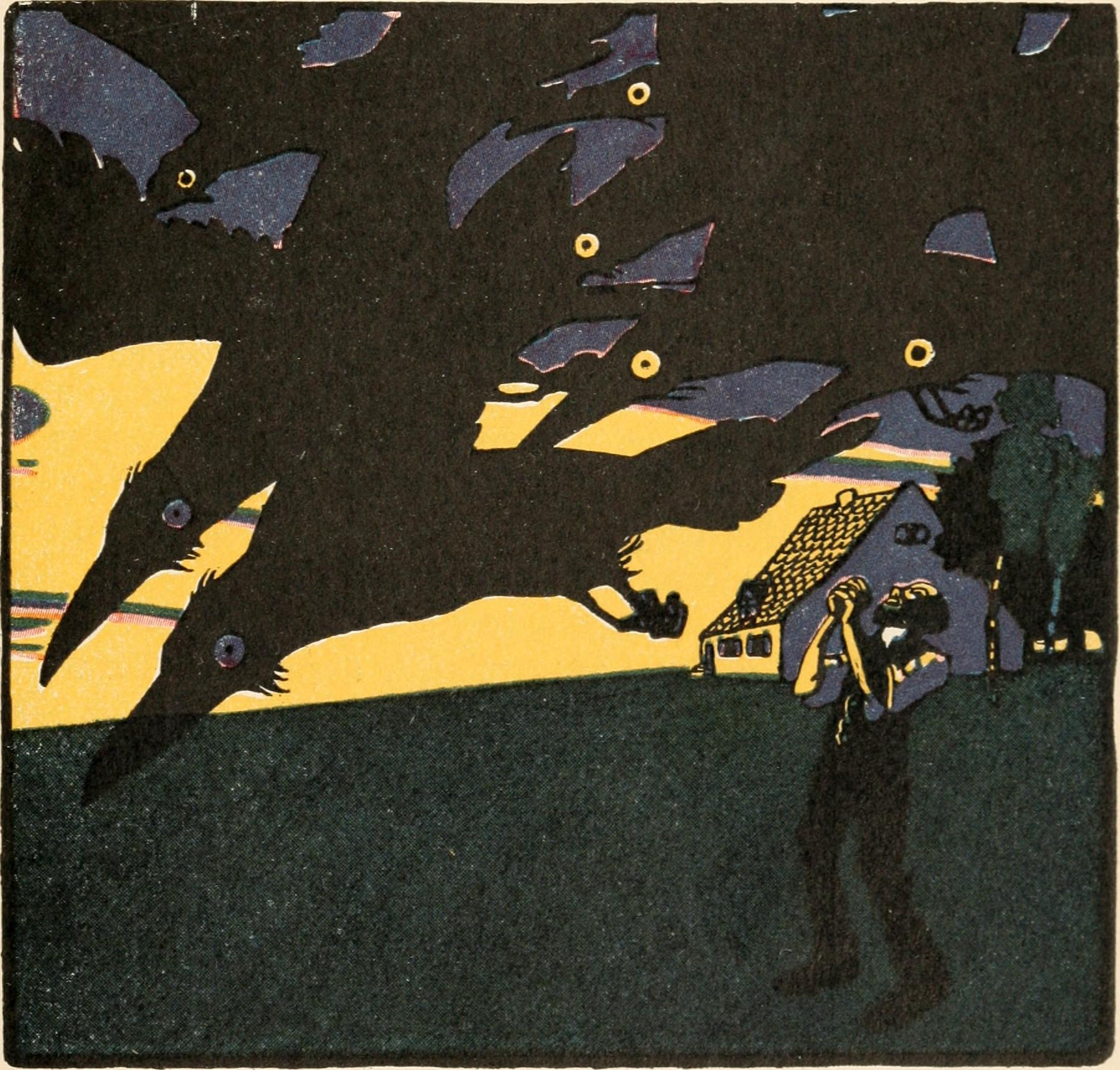
Minh họa của tác giả...

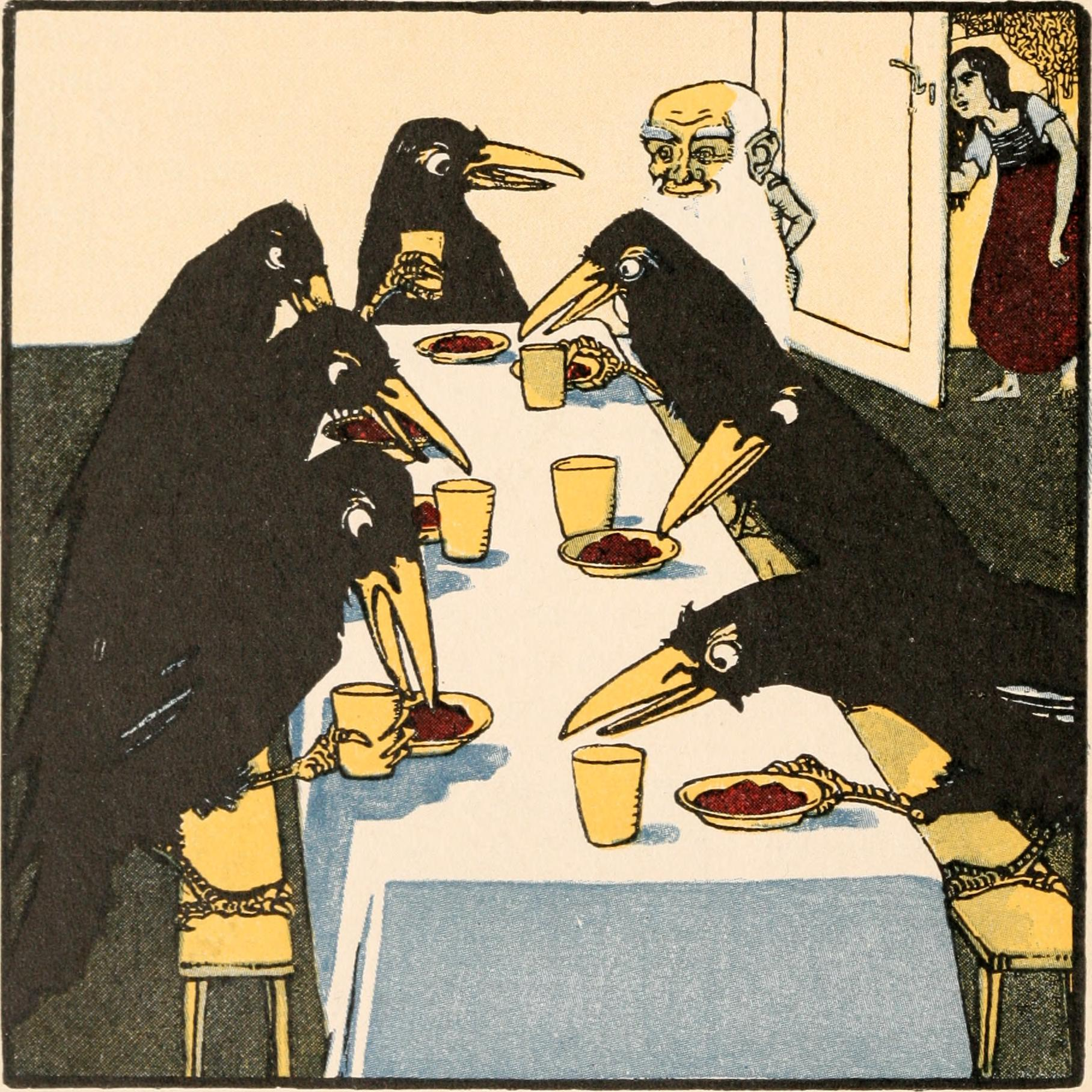
... khuyết danh năm 1910.

### Khởi nguyên
Theo tự thuật của tác giả Jakob Grimm trong thủ bản ban đầu, trứ tác Ba con quạ là do ông chép lại lời kể của người nhà Hassenpflug tự thuở ấu thơ. Tại đấy, ông chỉ lược một chi tiết: Bà mẹ rủa sả các con khi thấy chúng nó cả gan đánh bài ăn tiền trong nguyện đường. Mà trong lần tái bản sau, Jakob Grimm lại tăng số lượng anh em trai từ 3 lên 7 để củng cố ý nghĩa câu truyện.
Hơn nữa, tác phẩm Bảy còn quạ cũng khá tương đồng về mặt thi pháp với các truyện Mười hai anh em và Sáu con thiên nga đều của anh em Grimm.

### Ý tượng
Trong khí tượng học cổ điển Tây phương, con quạ là hiện thân của nỗi ưu phiền và một trong những ẩn dụ của mùa đông, đối lập với chim én là biểu tượng cho niềm hân hoan và mùa hè. Còn theo cuốn Đồng thoại đại điển, hình tượng quạ trong các truyền thuyết là cuộc du hành của linh hồn từ thế giới này sang thế giới khác, hay đúng ra là địa ngục. Nhưng theo quan điểm của ông Friedel Lenz, con quạ vốn là vật nuôi của các vị thần phát sáng như Apollon, Odin hay Lugh, cho nên nó cũng biểu hiện cho cái phần thanh cao nhất của tinh thần, hoặc nội tâm.
Bên cạnh đó, hình ảnh ngọn núi thủy tinh và lão tí chẳng qua ẩn dụ cho phần trí tuệ mông lung, trì độn. Con số 7 rõ ràng tương ứng 7 hành tinh, hay mệnh đề thời gian. Chính vị thần sao mai, tức Lucifer hay sự u minh, đã tặng cô bé cái chân gà, hay cách khác là thìa khóa. Mà rồi cô bé chỉ giải nguyền được cho các anh khi trời sẩm tối, đó là thời điểm sao hôm, tức Venus hay sự ái tình. Theo mục sư Rudolf Meyer, sao mai có vai trò sứ giả thần linh, ban cho cô bé chiếc thìa khóa tâm hồn để tái phát hiện cái quyền năng siêu nhiên của ý thức, hay còn gọi đánh thức bản năng. Nhờ cái hành vi thả nhẫn vào tách, linh hồn nữ đã được hợp nhất với linh hồn nam, bởi nhẫn là biểu tượng Bí Tích Hôn Phối.
Nghiên cứu gia Hedwig von Beit thì cho rằng, cái sự lỡ mất Bí Tích Rửa Tội là do hoặc khiến cho thể chất và ý thức con người đều chưa được trưởng thành, mà điều đó nghĩa là con người đánh mất bản ngã trong vô thức và có thể nói là cả thú tính. Do vậy, trường hợp bảy anh em bị biến thành quạ không hoàn toàn coi như sự ngẫu nhiên được, mà đó là sự răn con trẻ đừng sa đọa vì những hành động thiếu giáo dục và phi nhân cách. Và kết lại, bảy anh em chỉ trở lại làm người khi đã hoàn tất quá trình phương trưởng, hay đúng ra, chiếc nhẫn chính là tượng trưng cho sự kết thúc quá trình ấy. Mà như vậy, tuổi thiếu niên sẽ kết thúc bằng quá trình trưởng thành, rồi sự trưởng thành được coi như kết thúc khi và chỉ khi tiến tới hôn nhân.

## Phong hóa
Câu truyện Bảy con quạ mang tính ẩn dụ đã được hấp thụ rồi chuyển biến thành nhiều tác phẩm văn nghệ khác nhau, với sự phong phú đáng ngạc nhiên về loại hình và thi pháp cũng như kết cấu.
Âm nhạc

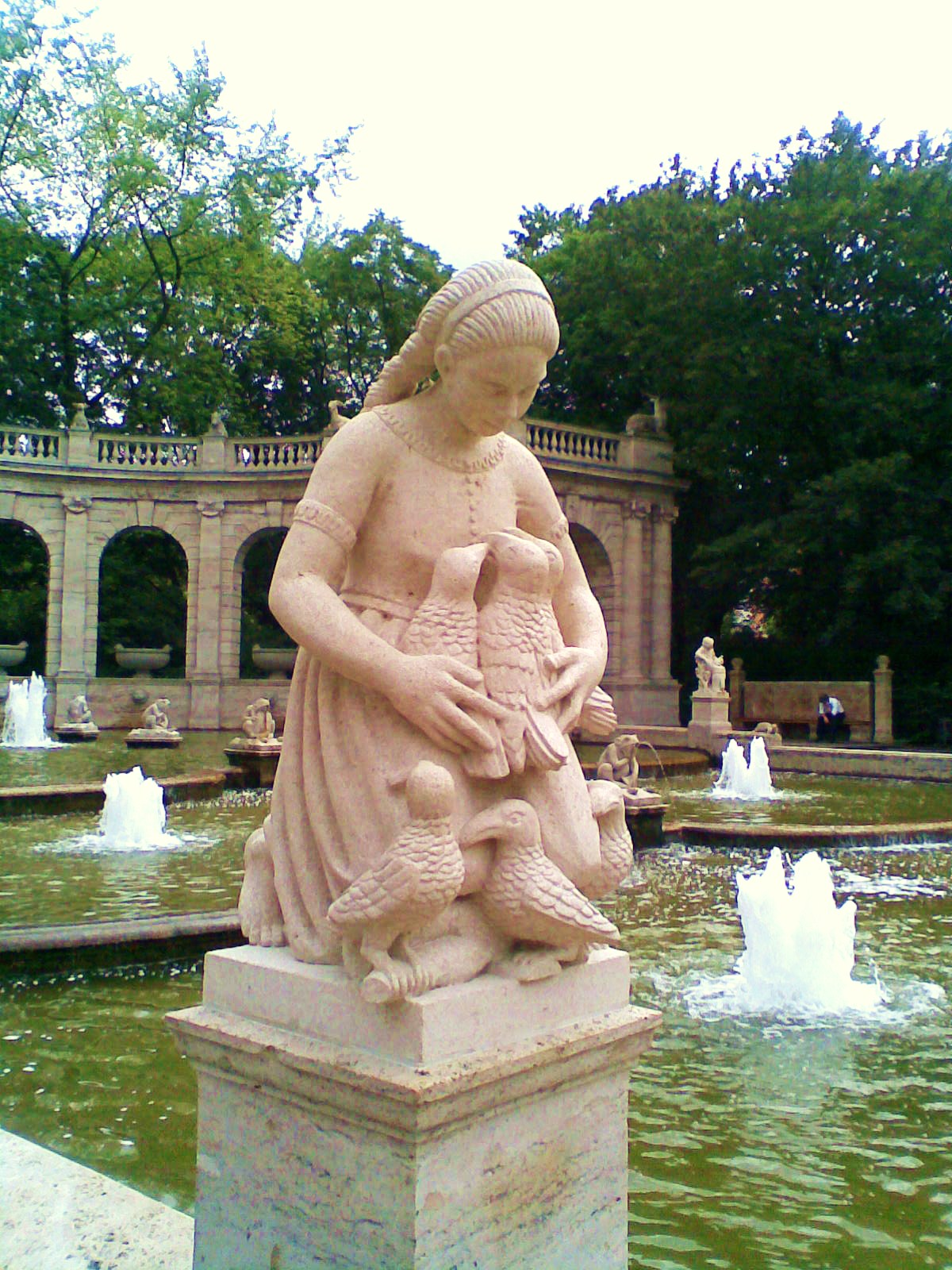
Điêu tượng Berlin.

Josef Gabriel Rheinberger komponierte als op. 20 eine Oper Die sieben Raben. Ludwig Hirsch zitiert das Märchen neben anderen in seinem Lied Die Omama: „Die sieben Raben, es warn nur sechs...". Die Band Saltatio Mortis greift die Handlung im Lied Sieben Raben auf. Auch Faun haben das Märchen als Lied Sieben Raben auf dem Album Märchen und Mythen interpretiert.
Sân khấu
- Staatstheater Stuttgart 2005/06, Regie: Enrico Lübbe.
- Brüder Grimm Märchenfestspiele Hanau: Die sieben Raben als Musical, Uraufführung 15. Juni 2007, Musik von Alexander S. Bermange, Buch und Liedtexte von Wolfgang Adenberg, Regie: Marc Urquhart

Điện ảnh
- Ferdinand Diehl: Die sieben Raben, Puppentrickfilm, Deutschland 1937
- Die sieben Raben, Tschechische Republik, 1993 (leicht veränderte Handlung)
- Die sieben Raben, Märchenfilm, Tschechische Republik / Slowakei 2015

### Tư liệu
- Märchen.com: Bechsteins Die sieben Raben, 1847
- hekaya.de: Bechsteins Die sieben Raben
- Märchenlexikon.de zu Mädchen sucht ihre Brüder AaTh 451
- Märchenatlas.de zu Die sieben Raben
- Interpretation von Daniela Tax zu Die sieben Raben
- Interpretation von Undine & Jenz zu Die sieben Raben
- Illustrationen
- Die sieben Raben als mp3-Hörbuch auf LibriVox